# Violet Mersereau
Violet Mersereau (Nueva York, 2 de octubre de 1892-Plymouth, 12 de noviembre de 1975) fue una actriz estadounidense que trabajó en teatro y cine. Durante la mayor parte de su carrera cinematográfica, apareció en más de 100 cortometrajes y largometrajes mudos.

## Trayectoria
Mersereau nació en Nueva York y tenía una hermana, Claire (1894 – 1982). Su padre murió cuando ella tenía 9 años. Su abuela materna, Luzanzie, trabajó como actriz de teatro en Francia. Aunque su madre tenía aspiraciones en la actuación, nunca inició una carrera sobre el escenario, pero decidió permitir que sus hijas comenzaran a actuar.
Cuando tenía 8 años, Mersereau empezó a interpretar papeles infantiles en teatros de repertorio. Realizó una gira juntó con Margaret Anglin e interpretó a Flora en The Clansman. La obra siguió mostrándose durante tres años. Durante su tiempo como actriz de teatro, recibió el sobrenombre de "The Child Wonder". También protagonizó durante una gira una producción de Rebecca of Sunnybrook Farm y después empezó a trabajar en la industria cinematográfica.

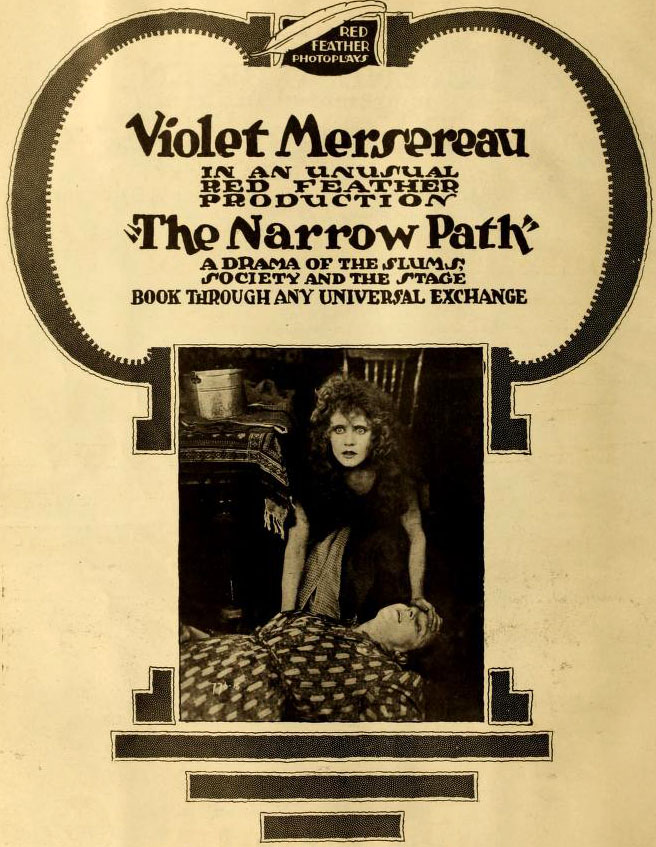
The Narrow Path (1916).

En 1908, empezó a trabajar en Biograph Company, donde permaneció hasta 1911. Mersereau firmó un contrato con Independent Moving Pictures y empezó a interpretar papeles ingeniosos. Empezó a ganar popularidad con ellos y a menudo era elegida para interpretar a chicas jóvenes inocentes e indefensas, lo que en ese momento era un elemento básico popular en las películas mudas. Cuando Independent Moving Pictures y varios estudios se fusionaron para formar Universal Pictures, Mersereau empezó a trabajar con ellos. Durante ese tiempo, apareció en varios cortometrajes juntó con William Garwood.

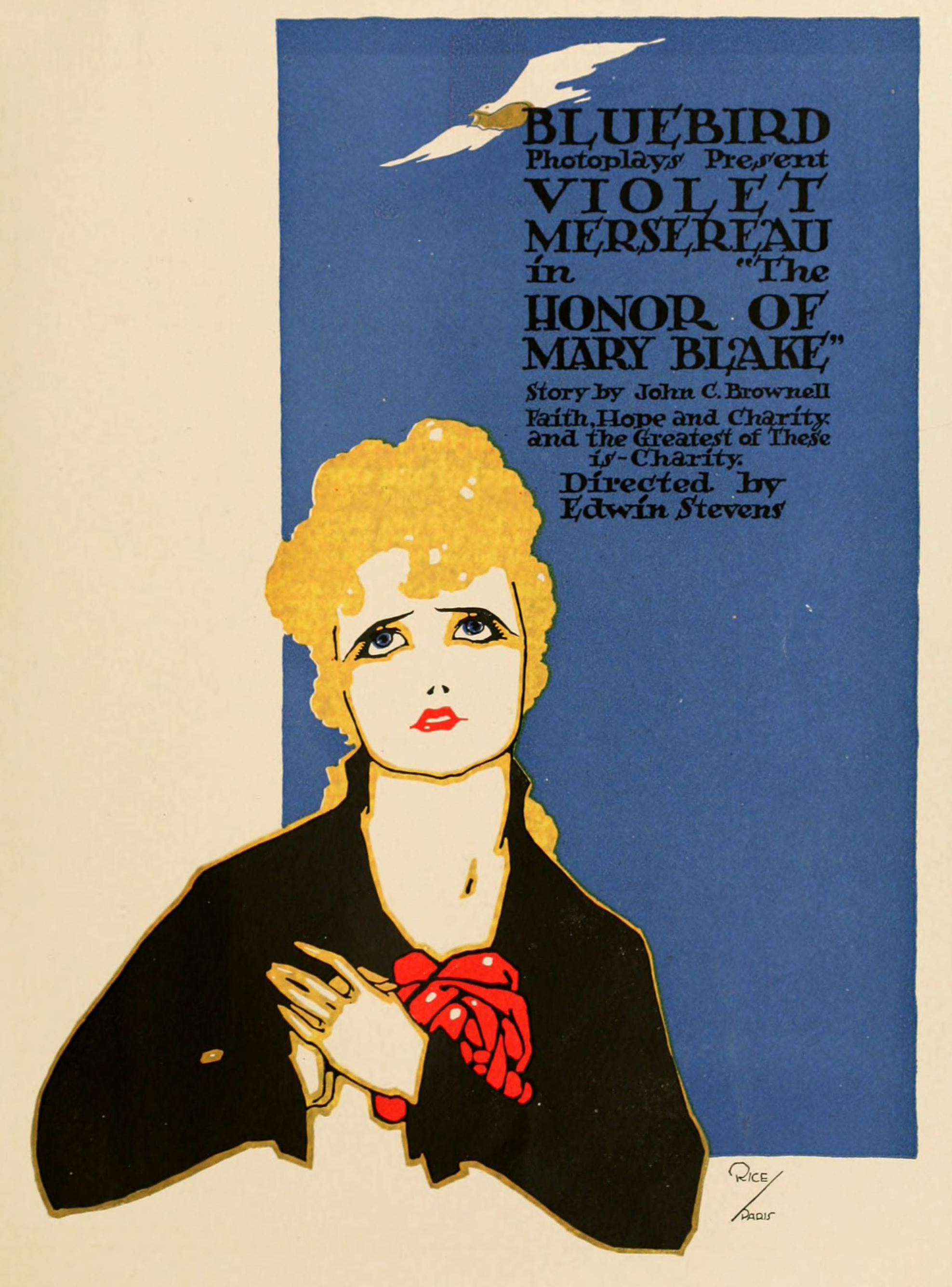
The Honor of Mary Blake, 1916.

En 1916, Carl Laemmle decidió abrir un estudio al este de los Estados Unidos para que Mersereau protagonizara varias películas. Laemmle decidió contratar a Oscar A. C. Lund para que dirigiera las funciones en las que trabajaba Mersereau. Siempre mostró una clara preferencia por trabajar en el este, y no le gustaba California. Entre sus papeles protagónicos más populares en películas distribuidas por Blue Bird y Universal, incluyen The Boy Girl (1917), Morgan's Raiders (1918), Little Miss Nobody (1917), Susan's Gentleman (1917), The Honor of Mary Blake (1916), Souls United (1917), Autumn (1916), y The Little Terror (1917).
La película más aclamada de su última etapa fue Nerón (1922), dirigida por J. Gordon Edwards, abuelo de Blake Edwards. Continuó haciendo películas hasta la década de 1920, siendo su última aparición en The Wives of the Prophet (1926), donde interpretó a Alma.
Mersereau murió el 12 de noviembre de 1975 en Plymouth (Massachusetts), a los 83 años.

## Filmografía
- The Feud and the Turkey (1908)
- The Test of Friendship (1908)
- The Cricket on the Hearth (1909)
- The Lonely Villa (1909)
- His Lost Love (1909)
- His Trust (1911)
- His Trust Fulfilled (1911)
- The Spitfire (1914)
- On Dangerous Ground (1915)
- The Stake (1915)
- The Supreme Impulse (1915)
- Wild Blood (1915)
- The Adventure of the Yellow Curl Papers (1915)
- Uncle's New Blazer (1915)
- Destiny's Trump Card (1915)
- You Can't Always Tell (1915)
- Larry O'Neill (1915)
- Thou Shalt Not Lie (1915)
- Driven by Fate (1915)
- Billy's Love Making (1915)
- The Wolf of Debt (1915)
- The Unnecessary Sex (1915)
- Getting His Goat (1915)
- The Great Problem (1916)
- The Doll Doctor (1916)
- His Picture (1916)
- Broken Fetters (1916)
- The Gentle Art of Burglary (1916)
- Susan's Gentleman (1917)
- The Raggedy Queen (1917)
- The Little Terror (1917)
- The Girl by the Roadside (1917)
- The Boy Girl (1917)
- Little Miss Nobody (1917)
- The Midnight Flyer (1918)
- Proxy Husband (1919)
- Finders Keepers (1921)
- Out of the Depths (1921)
- Nero (1922)
- The Shepherd King (1923)
- Her Own Free Will (1924)
- Lend Me Your Husband (1924)
- The Wives of the Prophet (1926)